# Alfred Binet
Alfred Binet, nato Alfredo Binetti (Nizza, 8 luglio 1857 – Parigi, 18 ottobre 1911), è stato uno psicologo francese, inventore del primo test di intelligenza utilizzabile, base dell'odierno test QI.

## Vita e attività scientifica
Nato a Nizza nel 1857, allora appartenente al Regno di Sardegna, il giovane Binet si trasferì a Parigi con la madre, artista e pittrice, dopo la separazione dei genitori (il padre era un medico). Qui si dedicò a studi di legge, di medicina e soprattutto di scienze naturali alla Sorbona con l'embriologo Édouard-Gérard Balbiani, di cui aveva sposato la figlia nel 1884.
Indirizzò poi i propri studi nel campo della psicologia e lavorò con Jean-Martin Charcot all'ospedale della Salpêtrière, dove si cominciavano ad analizzare ipnosi e suggestione. Conobbe Henri Beaunis, che nel 1889 aveva creato il laboratorio di psicologia alla Sorbona, ma l'incontro fondamentale fu quello del 1892 con lo psichiatra Théodore Simon, che si occupava di bambini anormali. Su richiesta del governo francese, infatti, Binet (che nel 1895 aveva sostituito Beaunis alla direzione del laboratorio di psicologia della Sorbona) e Simon collaborarono a trovare il mezzo per individuare gli studenti che avevano bisogno di un supporto specifico per affrontare il curriculum scolastico. Elaborarono così un test moderno in grado di misurare l'intelligenza: la cosiddetta "Scala Binet-Simon" (1905).
Con Simon, Binet pubblicò versioni successive della sua scala di intelligenza fra il 1908 e il 1911, l'ultima appena prima di morire per un'emorragia cerebrale. Un ulteriore raffinamento della scala Binet-Simon, fu pubblicata nel 1916 da Lewis M. Terman, dell'università di Stanford, che incorporò l'idea dello psicologo tedesco William Stern che l'intelligenza individuale può essere misurata come quoziente di intelligenza (QI). Il test di Terman, che è chiamato Scala di Stanford-Binet, pose le basi per uno dei moderni test di intelligenza ancora oggi usato. Tutti sono conosciuti colloquialmente come "test QI".
Fu uno degli editori di L'année psychologique, un volume annuale comprendente articoli originali e resoconti dei progressi della psicologia.

## Binet e gli scacchi
Nel 1894 Binet condusse uno dei primi studi psicologici sul gioco degli scacchi. Investigò sulle abilità cognitive dei maestri di scacchi, accostandole a quelle di Giacomo Inaudi, un famoso "calcolatore prodigio" dell'epoca. Binet ipotizzò che l'abilità del giocare agli scacchi dipendesse dalle qualità fenomenologiche della memoria visiva ma, dopo aver studiato i risultati ottenuti dai maestri, concluse che la memoria era solo una parte della catena cognitiva coinvolta nel processo del gioco. I giocatori avevano gli occhi bendati e dovevano giocare a memoria. Fu trovato che soltanto i maestri erano in grado di giocare efficacemente senza vedere la scacchiera e che per gli amatori o giocatori di livello intermedio era una difficoltà insormontabile. Fu inoltre concluso che esperienza, immaginazione e memoria dell'astratto come varietà di approcci sono qualità richieste ai grandi maestri di scacchi. In seguito altri psicologi si occuparono del gioco degli scacchi, ricordiamo negli anni cinquanta Reuben Fine e negli anni sessanta Adriaan de Groot.

## Pubblicazioni
- La psychologie du raisonnement : recherches expérimentales par l'hypnotisme, Parigi, Félix Alcan. URL consultato il 2 febbraio 2021. Il suo primo libro (1886)
- Perception intérieure (1887).
- Études de psychologie expérimentale, Parigi, Octave Doin, 1888. URL consultato il 3 febbraio 2021.
- Le magnétisme animal, Félix Alcan, 1890. URL consultato il 3 febbraio 2021. in formato html Archiviato il 19 febbraio 2019 in Internet Archive. con Charles Féré (1890)
- Les altérations de la personnalité. (1892). Gli argomenti affrontati in questo testo (la compresenza di livelli diversi della vita psichica, consci e inconsci, e dunque il tema della pluralità dell'Io, in cui vivono simultaneamente differenti personalità) ebbero grande influenza sullo scrittore italiano Luigi Pirandello.
- Psychologie des grands calculateurs et joueurs d'échecs. URL consultato il 3 febbraio 2021.  (1894)
- Introduction à la psychologie expérimentale. URL consultato il 3 febbraio 2021. (1894; con altri)
- On Double Consciousness (1896)
- La fatigue intellectuelle. URL consultato il 3 febbraio 2021.  (1898; a quattro mani con V. Henri)
- La suggestibilité. URL consultato il 3 febbraio 2021. in formato testo (1900)
- L'étude expérimentale de l'intelligence. URL consultato il 3 febbraio 2021. (1903)
- L'âme et la corps (1905).
- Les idées modernes sur les enfants. URL consultato il 3 febbraio 2021. (1911)
- Les révélations de l'écriture d'après un contrôle scientifique, su gallica.bnf.fr. URL consultato il 3 febbraio 2021.
- Les enfants anormaux (1907; a quattro mani con Simon).
- Les idées sur les enfants (1900).
- Su Binet: Foschi R., Cicciola E. (2006). "Politics and Naturalism in the 20th Century Psychology of Alfred Binet". History of Psychology, vol. 9; p. 267-289, ISSN 1093-4510, doi: 10.1037/1093-4510.9.4.267; Cicciola E. (2019). La scoperta dell’intelligenza. Alfred Binet e la storia del primo test, Fefè editore, Roma; Angelo Iannelli, L'Io diviso. Dai medici-filosofi alla letteratura, al teatro e al cinema del Novecento, Roma, Aracne editrice, 2013. ISBN 978-88-548-6037-7.